# Papirus 967

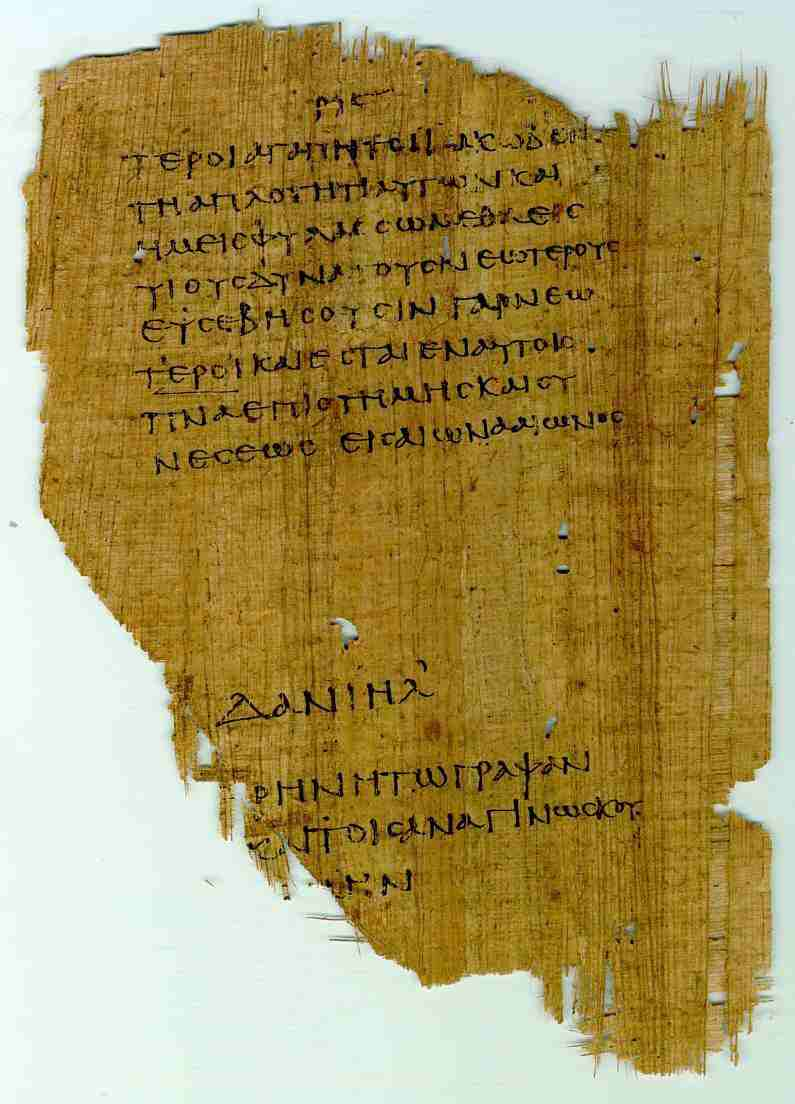
Papirus 967, uszkodzona karta z końca Księgi Daniela z widocznym epigramem (Zuzanna 62a-62b)

Papirus 967 – papirusowy kodeks Septuaginty pochodzący z II lub III wieku n.e. Pisany jest majuskułą. Zawiera tekst Księgi Ezechiela, Daniela i Estery z lukami. Papirus 967 jest jedynym świadkiem greckiego Starego Testamentu z okresu sprzed powstania Hexapli Orygenesa. Nazwa kodeksu pochodzi od nadanej mu numeracji 967 na liście rękopisów Septuaginty według klasyfikacji Alfreda Rahlfsa. Kodeks jest przechowywany w pięciu kolekcjach.

## Opis
Papirus 967 został odnaleziony w 1931 roku. Został napisany około roku 200 roku n.e. przez dwóch kopistów. Tekst Księgi Ezechiela w przeciwieństwie do zwykłej kolejności w LXX występuje przed Księgą Daniela i Estery. Pierwszy kopista jest autorem tekstu Ezechiela, drugi skopiował Księgi Daniela i Estery. Poszczególne strony Kodeksu są policzone. Kolumny zawierają od 40 do 46 linijek, najczęściej to 42 linijki w kolumnie. Ponieważ środek kodeksu został oznaczony na stronie 118 (w tekście Księgi Ezechiela) Frederic G. Kenyon wskazał, że pierwotnie kodeks miał 236 stron. Pojedyncze arkusze pozostały nienaruszone, inne są rozdarte lub pocięte na dwie części. W niektórych przypadkach, można odtworzyć oryginalną kartę z dwóch części znajdujących się w różnych kolekcjach.

## Znaczenie kodeksu
Obok Codexu Chisianus Papirus 967 jest jednym z dwóch rękopisów, które w Księdze Daniela przekazują grecki tekst Księgi Daniela w wersji Septuaginty, choć nie jest ona pełna. Również podział Księgi Daniela w tym kodeksie różni się od innych. Ze względu na czas powstania Papirus 967 wskazuje że pierwotny układ deuterokanonicznych dodatków o Zuzannie i Belu był w wersji Septuaginty inny. Początkowo opowiadanie o Belu znajdowało się przed opowiadaniem o Zuzannie.
Epigramy znajdują się na końcu ksiąg, a nie na ich początku. Księga Ezechiela kończy się na stronie 122 w linii 28 epigramem Εζεκιηλ. Księga Daniela rozpoczyna się na stronie 123, bez tytułu a kończy się na stronie 196 po linii 8 z epigramem Δανιηλ. Księga Estery rozpoczyna się na stronie 197, bez tytułu.
Kodeks jest przechowywany w pięciu różnych miejscach: w Dublinie (Chester Beatty Library, P. Ch. Beatty IX + X), w Kolonii (IfA, P.Colon. theol. 3-40), w Madrycie (CSIC, P.Matr. bibl. 1), w Montserrat (SBO, P. Monts.//II inv. 42, 43) i w Princeton (Univ. Libr., John H Scheide P. 3).